# Jeremy Hall
Jeremy Hall (* 11. September 1988 in Tampa, Florida) ist ein Puerto-ricanischer Fußballspieler auf der Position eines Mittelfeldspielers. Zurzeit spielt er für die Tampa Bay Rowdies in der North American Soccer League (NASL).

## Karriere

### Jugend und Amateurfußball
Hall begann seine aktive Karriere als Fußballspieler im Jahre 2004 bei HC United in seiner Heimatstadt Tampa, nachdem er zuvor an der Bradenton Academy erste Erfahrungen mit dem Fußballspielen sammeln konnte. Im Jahre 2005 beendete er seine Karriere bei HC United und wechselte an die University of Maryland aus College Park. An der Universität kam er im Fußballteam, den Maryland Terrapins, zu einigen Einsätzen und Toren. Außerdem feierte er in der Mannschaft einige Erfolge, wie z. B. die Auszeichnung als „ACC Freshman of the Year“, dem ersten Erfolg dieser Art in der Geschichte der Universitätsfußballmannschaft. In seinem Freshman-Jahr kam Hall auf insgesamt sieben Tore. Als Sophomore, also in seinem zweiten Studienjahr, kam er bei 18 Einsätzen auf fünf Treffer sowie auf vier Vorlagen.
Sein Trainer im Fußballteam der Universität fand anerkennende Worte für Hall:

„Jeremy is a dynamic attacking player with two great feet. With his excellent ability and speed, he's one of our most talented players. He had an ankle problem last year, but looks to be 100 percent now. He is a threat every time he touches the ball. His confidence is at an all-time high and I believe that will translate into a phenomenal year for Jeremy.“

### Vereinskarriere
Beim MLS SuperDraft 2009 wurde er in der ersten Runde als elfter Pick zu den New York Red Bulls in die Major League Soccer gedraftet. Am 19. März 2009 feierte er sein Profidebüt bei der 3:0-Heimniederlage gegen den Seattle Sounders FC, als er in der 34. Spielminute für Andrew Boyens eingewechselt wurde. Während seiner ersten Saison für die New Yorker stand er 24-mal in der Regular Season auf dem Platz. Nach Ende der Saison ging er zu Red Bull Salzburg um während der Spielpause der MLS weiterhin trainieren zu können.
Am 22. November 2010 wurde bekannt, dass Hall zu den Portland Timbers wechseln wird.
Am 19. August 2011 wurde bekannt, dass Hall beim FC Dallas spielen wird, bevor er am 29. November 2011 zum Toronto FC wechselte.

### International
Von 2005 bis 2006 kam Hall zu 22 Einsätzen im US-amerikanischen U-17-Fußballnationalteam. Außerdem war er Mitglied der U-17-Auswahl, die an der Junioren-Weltmeisterschaft 2005 in Peru teilgenommen hat. Mit der Mannschaft kam er bis ins Viertelfinale, wo man mit 0:2 an der Niederländischen Junioren-Auswahl scheiterte. In den Jahren 2007 und 2008 kam Hall zu einigen Auftritten in der U-20-Auswahl seines Heimatlandes.
Im Mai 2016 wurde Hall in die Puerto-ricanische Fußballnationalmannschaft berufen. Da seine Großeltern aus dem Land stammen, durfte er nominiert werden und bestritt sein erstes Länderspiel am 22. Mai 2016.

## Erfolge
- Teilnahme an der Junioren-WM 2005 (Viertelfinale)